# Burgess
|  | Per a altres significats, vegeu «Burgess (desambiguació)». |

Burgess és una població del Comtat de Barton (Missouri) dels Estats Units d'Amèrica. Segons el 2000 tenia 70 habitants.

## Demografia
Segons el cens del 2000, Burgess tenia 70 habitants, 25 habitatges, i 18 famílies. La densitat de població era de 337,8 habitants per km².
Dels 25 habitatges en un 48% hi vivien nens de menys de 18 anys, en un 64% hi vivien parelles casades, en un 8% dones solteres, i en un 28% no eren unitats familiars. En el 20% dels habitatges hi vivien persones soles el 8% de les quals corresponia a persones de 65 anys o més que vivien soles. El nombre mitjà de persones vivint en cada habitatge era de 2,8 i el nombre mitjà de persones que vivien en cada família era de 3,39.
Per edats la població es repartia de la següent manera: un 28,6% tenia menys de 18 anys, un 10% entre 18 i 24, un 28,6% entre 25 i 44, un 20% de 45 a 60 i un 12,9% 65 anys o més.
L'edat mediana era de 36 anys. Per cada 100 dones de 18 o més anys hi havia 108,3 homes.
La renda mediana per habitatge era de 19.375 $ i la renda mediana per família de 21.250 $. Els homes tenien una renda mediana de 13.750 $ mentre que les dones 8.750 $. La renda per capita de la població era de 7.409 $. Entorn del 20% de les famílies i el 17,4% de la població estaven per davall del llindar de pobresa.

## Poblacions més properes
El següent diagrama mostra les poblacions més properes.